# Hervé Dagorne
Hervé Dagorne, né le 30 janvier 1967 à L'Haÿ-les-Roses, ancien champion d'Europe, spécialiste de la poursuite sur piste. Il fut entraîneur national des disciplines de fond élite de la piste à la Fédération française de cyclisme de 2009 à 2014, et entraîna l'équipe nationale du Kazakhstan de 2015 à 2017. Il est actuellement entraîneur de l’équipe Nationale Cycliste de Hong Kong.

## Biographie
Après avoir mis un terme à sa carrière en 1995, il dirige l'Union sportive de Créteil cyclisme. 
En 2001, il est élu au comité directeur de la Fédération française de cyclisme sous la présidence de Jean Pitallier, qui lui confie deux commissions nationales : la piste et les 15-20 ans. De 2009 à 2014, il est l'entraîneur national des disciplines de Fond Élite de la piste. Ses principaux résultats mondiaux en tant qu’entraîneur de l'équipe de France sont une médaille d'argent pour Bryan Coquard en omnium aux Jeux olympiques de Londres en 2012, les titres mondiaux de l'omnium à Cali en 2014 pour Thomas Boudat et de l'américaine en 2013 à Minsk pour Vivien Brisse et Morgan Kneisky. 
De 2015 à 2017, il entraîne l'équipe nationale du Kazakhstan. Aux Jeux olympiques de Rio 2016, pour la première fois un coureur kazakh se qualifie sur la piste avec Artyom Zakharov (il est en décembre 2016 leader du classement mondial UCI de l'omnium). Sous sa conduite, l'équipe du Kazakhstan remporte 5 médailles aux Jeux d'Asie 2017, dont trois en or. Cette même année, Nikita Panasseko devient le premier Kazakh à remporter un coupe du monde sur piste, la course aux points à Pruszkow (POL) et le scratch à Manchester (GBR). 
Depuis mars 2018 il est entraîneur des équipes nationales de Hong-Kong.

## Palmarès

### Jeux olympiques
- Séoul 1988
  - 4e de la poursuite par équipes
- Barcelone 1992
  - 11e de la poursuite par équipes

### Championnats du monde
- Bassano del Grappa 1985
  - 10e de la poursuite par équipes
- Colorado Springs 1986
  - 6e de la poursuite par équipes
- Vienne 1987
  - 5e de la poursuite par équipes
- Lyon 1989
  - 10e de la poursuite par équipes
- Maebashi 1990
  - 5e de la poursuite par équipes
- Stuttgart 1991
  - 8e de la poursuite par équipes
- Hamar 1993
  - 6e de la poursuite par équipes
- Palerme 1994
  - 4e de la poursuite par équipes

### Championnats du monde juniors
- 1984
  - 8e de la poursuite par équipes juniors
  - 9e de la poursuite individuelle juniors

### Championnats d'Europe
- Milan 1985 : 1er
- Berlin 1987 : 1er

### Épreuves internationales
- Bercy 1991, Open des Nations : 1er
- Bercy 1993, Open des Nations : 1er
- Vainqueur de 14 épreuves de "Six Jours" dont Anvers (Bel.) et Bassano del Grappa (Ita.) en 1990
- Grand Prix de San Cristobal 1993 : 1er

### Championnats de France
- 12 titres en Poursuite individuelle et par équipe

## Palmarès sur route
- 1991
  - 8e étape du Tour d'Uruguay